# Bistum Mackenzie-Fort Smith
Das Bistum Mackenzie-Fort Smith (lateinisch Dioecesis Mackenziensis-Arcis Smith, englisch Diocese of Mackenzie-Fort Smith) ist eine in Kanada gelegene römisch-katholische Diözese mit Sitz in Fort Smith.

## Geschichte
Das Bistum Mackenzie-Fort Smith entstand am 3. Juli 1901 infolge der Teilung des Apostolischen Vikariates Athabaska Mackenzie als Apostolisches Vikariat Mackenzie. Das Apostolische Vikariat Mackenzie gab am 9. März 1908 Teile seines Territoriums zur Gründung der Apostolischen Präfektur Yukon-Prince Rupert ab.
Das Apostolische Vikariat Mackenzie wurde am 13. Juli 1967 durch Papst Paul VI. mit der Apostolischen Konstitution Quae ad rei zum Bistum erhoben und in Bistum Mackenzie-Fort Smith umbenannt. Es ist dem Erzbistum Grouard-McLennan als Suffraganbistum unterstellt.  

## Ordinarien

### Apostolische Vikare von Mackenzie
- 1901–1943 Gabriel Breynat OMI
- 1943–1958 Joseph-Marie Trocellier OMI
- 1959–1967 Paul Piché OMI

### Bischöfe von Mackenzie-Fort Smith
- 1967–1986 Paul Piché OMI
- 1986–2008 Denis Croteau OMI
- 2008–2012 Murray Chatlain
- 2013–2017 Mark Hagemoen, dann Bischof von Saskatoon
- 2017–0000 Jon Hansen CSsR

## Weblinks

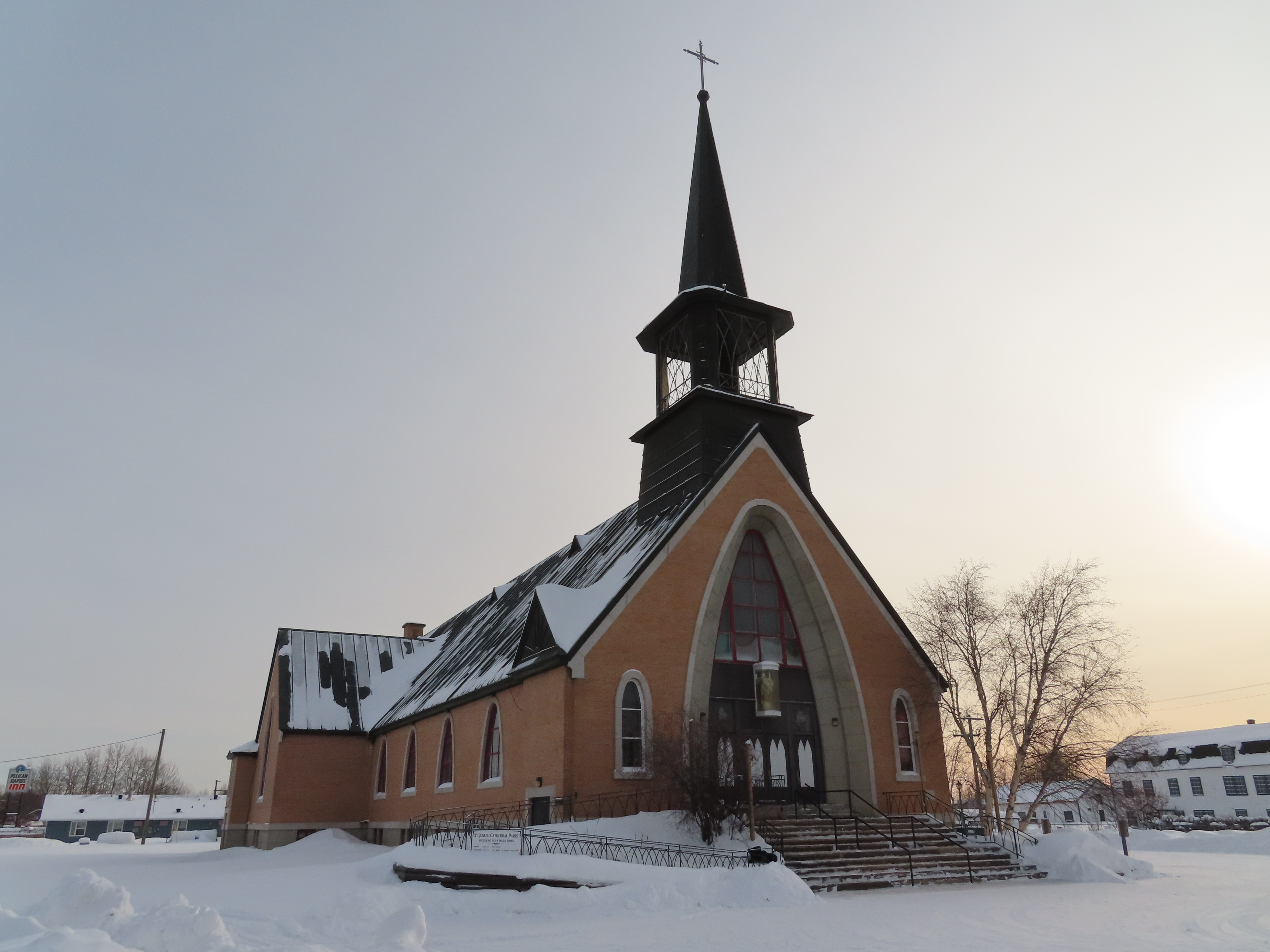
Kathedrale St. Joseph, Fort Smith